# NGC 5
NGC 5 (MG 6-1-13, UGC 62 và PGC 595) là một thiên hà elip trong chòm sao Tiên Nữ. Nó cách Trái đất khoảng cách 212 triệu năm ánh sáng dựa trên Dịch chuyển đỏ
Thiên hà được phát hiện bởi nhà thiên văn học pháp Edouard Stephan sử dụng một kính viễn vọng phản xạ 80.01 cm (31.5-inch) ở Đài quan sát Marseille vào ngày 21 tháng 1881.